# Sân bay Girona-Costa Brava

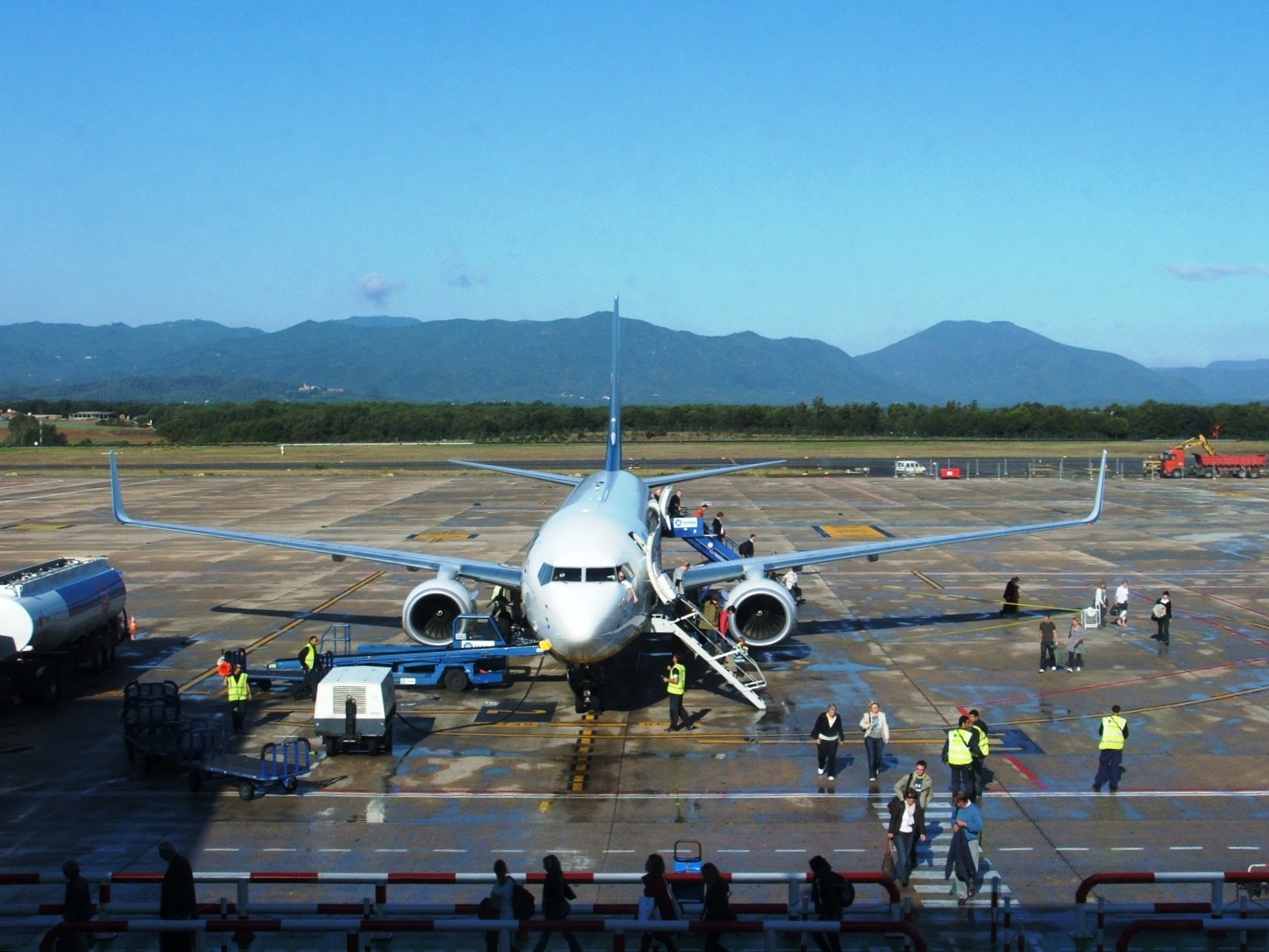
Ryanair at Girona airport

Sân bay Girona-Costa Brava (IATA: GRO, ICAO: LEGE) là một sân bay có cự ly 12 km về phía nam của thành phố Girona, gần làng nhỏ Vilobí d'Onyar, về phía đông bắc của Catalonia, Tây Ban Nha.
Năm 1993, sân bay này đã phục vụ 275.000 lượt khách, năm 2008, con số này là 5.507.000 lượt khách.
Nhiều người sử dụng sân bay Girona để đến Barcelona cách sân bay này 92 km 

## Số liệu thống kê
Thống kê số lượt khách giai đoạn 1997 - 2008:
| Năm  | Số lượt khách |
| ---- | ------------- |
| 1997 | 533.445       |
| 1998 | 610.607       |
| 1999 | 631.235       |
| 2000 | 651.402       |
| 2001 | 622.410       |
| 2002 | 557.187       |
| 2003 | 1.448.796     |
| 2004 | 2.962.988     |
| 2005 | 3.533.567     |
| 2006 | 3.614.223     |
| 2007 | 4.848.604     |
| 2008 | 5,507,294     |

## Các hãng hàng không và tuyến bay
| Hãng hàng không      | Các điểm đến |
| -------------------- | --- |
| Jetairfly            | Brussels [theo mùa] |
| Ryanair              | Aarhus [theo mùa], Alghero, Basel/Mulhouse [theo mùa], Altenburg [theo mùa], Billund, Birmingham, Bologna, Bournemouth, Bratislava [theo mùa], Bremen, Bristol, Brussels South-Charleroi, Cagliari, Doncaster/Sheffield, Dublin, Durham Tees Valley, East Midlands, Eindhoven, Fez, Glasgow-Prestwick, Gothenburg-City [theo mùa], Granada, Graz [theo mùa], Hahn, Ibiza, Karlsruhe/Baden-Baden, Leeds/Bradford, Linz, Liverpool, London-Gatwick, London-Luton, London-Stansted, Lübeck [theo mùa], Maastricht/Aachen, Madrid, Malta, Manchester, Marrakech, Memmingen, Milan-Orio al Serio, Newcastle, Oslo-Torp, Palma de Mallorca, Paris-Beauvais, Perugia [theo mùa], Pescara, Pisa, Porto, Poznań, Rome-Ciampino, Seville, Shannon, Stockholm-Skavsta [theo mùa], Stockholm-Vasteras, Trapani, Treviso, Turin, Weeze, Wrocław |
| Thomas Cook Airlines | Belfast-International, Birmingham, Glasgow-International, Manchester [theo mùa] |
| Thomson Airways      | Birmingham [bắt đầu từ 23/5], Cardiff [bắt đầu từ 21/6], London-Gatwick [bắt đầu từ 23/5], Manchester [theo mùa], Newcastle [bắt đầu từ 30/5] |
| transavia.com        | Rotterdam [theo mùa] |